# 兀惹
兀惹（995年—996年）是契丹征服渤海滅亡後，10世紀後半期渤海人貴族建立的抵抗契丹辽朝统治的国家，在今黑龙江省賓县。史书上又称「兀惹国」「烏舍国」「烏舍城渤海国」「烏惹」「嗢熱部」、「兀惹＝烏舍＝烏惹＝嗢熱」、与勿吉（weji）的发音接近，均是通古斯语中对森林的称呼。

## 历史

### 遼代的兀惹国
契丹国滅亡渤海国後，在渤海国故地，有渤海人建立的政权定安国存在。981年，定安国王烏玄明通过女真使者向北宋上表：“臣本以高丽旧壤，渤海遗黎，保据方隅……而顷岁契丹恃其强暴，入寇境土，攻破城砦，俘略人民……而又扶余府昨背契丹，併归本国，灾祸将至，无大于此。所宜受天朝之密画，率胜兵而助讨，必欲报敌，不敢违命。臣玄明诚恳诚愿，顿首顿首。”宋朝下詔建立宋・高麗・定安三国对契丹的包围网，北宋对烏舍城浮渝府渤海琰府王下詔共讨契丹。「浮渝府」据考即为「扶餘府」。定安国对宋表示扶餘府是自立为国的，烏舍国是不属于定安国的独立王国。986年，定安国被契丹攻滅。995年，渤海人貴族烏昭慶以兀惹国的名义起兵，996年，投降契丹。

### 金代的兀惹国
金代時，兀惹国首领烏氏被李氏取代。第四代皇帝、海陵王完颜亮的兄长郑王完颜充，就是兀惹李氏的顺妃李金哥所生。

## 外部連結
[在维基数据编辑]
 《欽定古今圖書集成·方輿彙編·邊裔典·兀惹部》，出自陈梦雷《古今圖書集成》